# 910年
| 千纪： | 1千纪 |
| 世纪： | 9世纪 \| 10世纪 \| 11世纪 |
| 年代： | 880年代 \| 890年代 \| 900年代 \| 910年代 \| 920年代 \| 930年代 \| 940年代                                                                                            |
| 年份： | 905年 \| 906年 \| 907年 \| 908年 \| 909年 \| 910年 \| 911年 \| 912年 \| 913年 \| 914年 \| 915年                                                                      |
| 纪年： | 庚午年（马年）；（南吴、晋）天祐七年；后梁（闽）開平四年；前蜀武成三年；李茂貞天復十年；大長和孝治元年；吴越天宝三年；日本延喜十年；后百济正开十年；后高句丽圣册六年 |

## 大事记
- 朱溫封楚王馬殷為天策上將。
- 後梁朱全忠遣大將杜廷隱佔據成德鎮的深(今河北深縣西)、冀(今河北冀縣)二州，成德節度使王鎔(鎮州、冀州)、義武節度使王處直(易州、定州)向晉告急，晉王李存勖派大將周德威增援二鎮，朱全忠又命大將王景仁進軍柏鄉，晉王李存勖親率大將馳援，晉梁兩軍爆發柏鄉之戰，晉軍先敗後勝，後梁元氣大傷，為李存勖滅後梁奠定基礎。
- 七月，李茂貞、李繼徽、劉知俊聯合晉軍攻打定難軍節度使李仁福，晉軍圍夏州，後梁派兵援助，最終夏州圍解。
- 伊比利半島的佩雷斯王朝阿方索三世死後國土一分為三，長子加西亞一世成為萊昂王國國王，次子奥多尼奥二世統治加利西亞，幼子弗鲁埃拉二世接收阿斯圖里亞斯王國並以奧維耶多為首都。

## 逝世
- 阿方索三世，雷昂、加利西亞及阿斯圖里亞斯的國王。